# Rally van Nieuw-Zeeland 1977
De Rally van Nieuw-Zeeland 1977, officieel 8th South Pacific Rally, was de 8ste editie van de Rally van Nieuw-Zeeland en de vijfde ronde van het Wereldkampioenschap Rally in 1977. Het was de 46ste rally van het FIA Wereldkampioenschap Rally.

## Resultaten en rangschikking
| Top tien klassement | Top tien klassement | Top tien klassement                 | Top tien klassement                    | Top tien klassement | Top tien klassement | Top tien klassement | Top tien klassement |
| Pos                 | Nr                  | Rijder Navigator                    | Auto Inschrijving                      | Gr                  | Tijd                | Verschil            | Punten              |
| ------------------- | ------------------- | ----------------------------------- | -------------------------------------- | ------------------- | ------------------- | ------------------- | ------------------- |
| 1                   | 1                   | Fulvio Bacchelli Francesco Rossetti | Fiat 131 Abarth Fiat Italia            | 4                   | 24:29.55            | 0.00                | -                   |
| 2                   | 2                   | Ari Vatanen Jim Scott               | Ford Escort RS1800 Ari Vatanen         | 4                   | 24:31.29            | + 1.34              | -                   |
| 3                   | 3                   | Markku Alén Ilkka Kivimäki          | Fiat 131 Abarth Fiat Italia            | 4                   | 24:51.54            | + 21.59             | -                   |
| 4                   | 5                   | Simo Lampinen Sölve Andreasson      | Fiat 131 Abarth Fiat Italia            | 4                   | 24:55.47            | + 25.52             | -                   |
| 5                   | 6                   | Rod Millen Mike Franchi             | Mazda RX-3 Rod Millen                  | 4                   | 25:47.59            | + 1:18.04           | -                   |
| 6                   | 14                  | John Woolf Grant Whittaker          | Mazda RX-3 John Woolf                  | 4                   | 26:09.39            | + 1:39.44           | -                   |
| 7                   | 34                  | John Sergel Mike Fletcher           | Ford Escort RS1800 John Sergel         | 4                   | 28:12.48            | + 3:42.53           | -                   |
| 8                   | 39                  | Richard Tippett Adrian Hercock      | Ford Escort RS2000 Richard Tippett     | 2                   | 28:21.45            | + 3:51.50           | -                   |
| 9                   | 46                  | Morrie Chandler Don Campbell        | Mitsubishi Colt Lancer Morrie Chandler | 4                   | 28:26.41            | + 3:56.46           | -                   |
| 10                  | 22                  | Alan Brough Mike Calvin             | Toyota Trueno Alan Brough              | 2                   | 28:45.13            | + 4:15.18           | -                   |
| Niet aan de finish  |                     |                                     |                                        |                     |                     |                     |                     |
| Pos                 | Nr                  | Rijder Navigator                    | Auto Inschrijving                      | Gr                  | KP                  | Reden               | Punten              |
| NF                  | 4                   | Mike Marshall Arthur McWatt         | Ford Escort RS1800 Mike Marshall       | 4                   | -                   | motor               | 0                   |
| NF                  | 8                   | Blair Robson Chris Porter           | Ford Escort RS1800 Blair Robson        | 4                   | -                   | motor               | 0                   |
| NF                  | 61                  | Malcolm Stewart Buster Neill        | Ford Escort Mexico Malcolm Stewart     | 2                   | -                   | koppeling           | 0                   |

### Constructeurskampioenschap
| Pos | Constructeur   | MON | SWE | POR | KEN | NZL | GRE | FIN | CAN | ITA | FRA | GBR | Pts |
| --- | -------------- | --- | --- | --- | --- | --- | --- | --- | --- | --- | --- | --- | --- |
| 1   | Fiat           | 16  | 14  | 18  |     | 18  |     |     |     |     |     |     | 66  |
| 2   | Ford           |     | 14  | 16  | 18  | 16  |     |     |     |     |     |     | 64  |
| 3   | Opel           | 9   | 17  | 13  |     |     |     |     |     |     |     |     | 39  |
| 4   | Lancia         | 18  |     |     | 14  |     |     |     |     |     |     |     | 32  |
| =   | Toyota         |     | 10  | 14  |     | 8   |     |     |     |     |     |     | 32  |
| 6   | Saab           |     | 18  |     |     |     |     |     |     |     |     |     | 18  |
| =   | Porsche        | 14  |     | 4   |     |     |     |     |     |     |     |     | 18  |
| 8   | Datsun         |     |     |     | 16  |     |     |     |     |     |     |     | 16  |
| 9   | Mitsubishi     |     |     |     | 12  | 3   |     |     |     |     |     |     | 15  |
| 10  | Seat           | 14  |     |     |     |     |     |     |     |     |     |     | 14  |
| 11  | Alpine-Renault | 10  |     |     |     |     |     |     |     |     |     |     | 10  |
| =   | Mazda          |     |     |     |     | 10  |     |     |     |     |     |     | 10  |
| 13  | Volvo          |     | 8   |     |     |     |     |     |     |     |     |     | 8   |
| 14  | Peugeot        |     |     |     | 6   |     |     |     |     |     |     |     | 6   |
| 15  | Lada           |     | 4   |     |     |     |     |     |     |     |     |     | 4   |